# Alexandre Batta
Pour les articles homonymes, voir Batta.
Alexandre Batta (Alexander Battalaan), né le 9 juillet 1816 à Maastricht, et mort le 8 octobre 1902 à Versailles, est un compositeur et violoncelliste néerlandais ayant vécu en France.

## Biographie
Le père d'Alexandre Batta est un musicien belge, professeur de chant au Conservatoire royal de Bruxelles. Alexandre est l'aîné. Laurent, né en 1817 et Joseph en 1820 sont également musiciens. Les trois sont élèves au Conservatoire de Bruxelles et remportent les premiers prix : Alexandre celui de violoncelle, Laurent celui de piano et Joseph celui de composition et de violon.
Alexandre commence par l'étude du violon mais après avoir entendu Nicolas-Joseph Platel il choisit le violoncelle. Platel devient son professeur et son ami. Lorsqu'en 1835 il quitte le Conservatoire il part résider à Paris. Grâce à son talent il s'impose rapidement. Ainsi Théophile Gauthier écrit, en 1840 « notre grand violoncelliste s'est tiré glorieusement de cette épreuve... À la fin de ce concert, mille acclamations ont réclamé les ravissantes valses de Reber, que Batta a jouées sur le violoncelle, avec accompagnement de piano, d'une manière aussi ferme qu'expressive. »

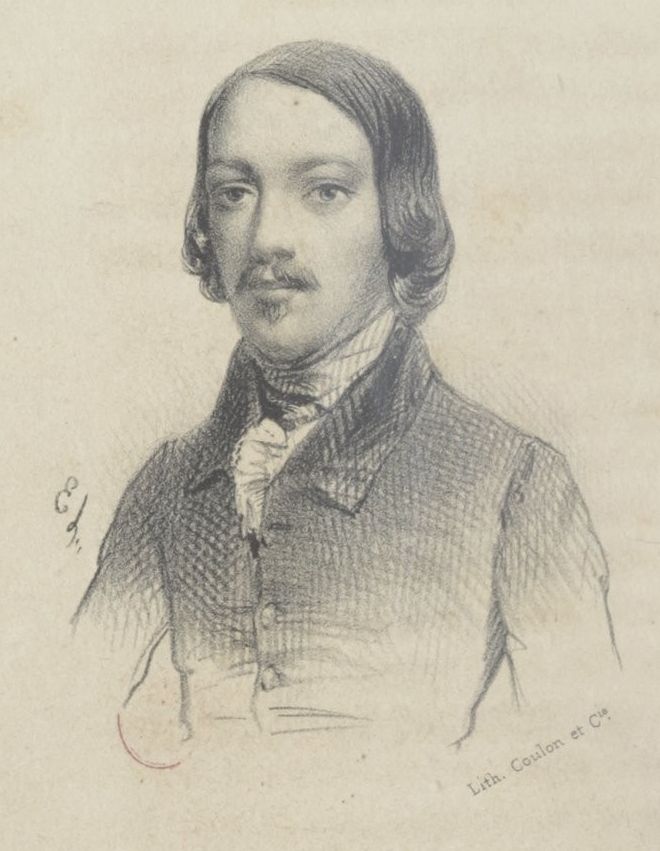
Alexandre Batta vers 1840.

Alexandre Batta  joue, compose, chante. Il travaille avec de nombreux compositeurs : Berlioz, Meyerbeer, Rossini, Gounod, Donizetti, Bellini et Liszt avec qui il donne des concerts. Il rencontre et se lie avec des écrivains : Balzac, Eugène Sue, Dumas, père et fils, et avec des artistes Meissonier, Delacroix, Corot...
Que ce soit à Paris ou lors de concerts qu'il donne en Belgique, aux Pays-Bas, en Allemagne ou en Russie, Alexandre Batta est un artiste reconnu et apprécié « on peut sans hésitation classer Batta dans la catégorie peu nombreuse des violoncellistes qui chantent. Son jeu est brillant, fleuri, caressant. Comme compositeur, il est pur et correct. Battà a joué un morceau de concert de sa composition : Souvenirs de Gluck., puis un Ave Maria, chanson de Schubert, et le Sommeil de Nanine, de Stamaty ». 
Alexandre Batta joue à partir de 1836 avec un violoncelle de Stradivarius fabriqué en 1714, qu'il a acheté 7 500 francs à M.Thiboult et qui possède une sonorité unique. il vend cet instrument en 1894 au prix de 80 000 francs.
Alexandre Batta est aussi un collectionneur. La vente aux enchères des œuvres qu'il possède a lieu en décembre 1902 et comprend des tableaux, aquarelles ou dessins de Corot, Delacroix, Laurentin, Gérome, Boldini, des instruments de musique, des bronzes, des porcelaines...
Il était l'époux de la compositrice Clémentine O'Mahony.

## Œuvres
- Cantilène pour violoncelle et piano, Paris, 1894,  ed.  A. Durand et fils lire en ligne sur Gallica
- Juliette. Conte d' enfant pour violoncelle avec accompagnement de piano, Paris, 1862,  ed. S. Richault, lire en ligne sur Gallica
- La Viennoise,  Grande valse brillante pour piano et violoncelleParis, 1845, ed. B. Latte,  lire en ligne sur Gallica
- Souvenir. Chant pour violoncelle, Paris, 1843,  Éd.B. Latte, lire en ligne sur Gallica
- Grande Fantaisie de concert sur "Le Freyschutz" (de Weber) pour violoncelle et piano, Paris, 1863,  Éd.  Schott lire en ligne sur Gallica
- Sommeil de Nanine pour le piano par C. Stamaty, transcrit pour violoncelle et piano par Alex Balla, op 53, Paris, 1857, Éd. L. Escudier lire en ligne sur Gallica
- Duo sur Robert le Diable par  Julius Benedict et A. Batta, 1840[9].